# Hiawatha (Disney)
Pour les articles homonymes, voir Hiawatha.
Hiawatha (ou Little Hiawatha dans Le Petit Indien) est un personnage de fiction de dessin animé mais surtout de bande dessinée appartenant à l'univers des Silly Symphonies, créé par la Walt Disney Company.
Après une histoire spéciale publiée en 1938 dans le magazine suédois Musse Pig Tidningen, il est le héros d'une série régulière américaine en strips hebdomadaires à partir de novembre 1940 et de livres.
Le personnage est repris dans les comic-books américains de l'éditeur Dell. Le dessinateur principal de cette série est Roger Armstrong.
La sœur de Hiawatha est Sunflower (Petite Fleur en France), tandis que son amoureuse, Little Minnehaha, est apparue dans les strips quotidiens de Bob Grant.